# Юзвяк, Мариан
Мариан Юзвяк (пол. Marian Jóźwiak, 29 января 1935 года, Жеркув, Польша — 23 сентября 2021 года, Калиш, Польша) — польский государственный деятель, вице-воевода (1985—1987) и воевода (1987—1990) калишский.

## Биография
С начала 1950-х работал учителем и директором начальных школ, а также был заместителем директора государственного детского дома в Калише (1967—1972). В 1979 году окончил факультет права и управления Университета им. Адама Мицкевича, затем аспирантуру Высшей школы общественных наук при ЦК ПОРП (1980).
В 1950—1953 годах председатель Союза польской молодежи в Яроцине. С 1955 года был активистом Объединённой крестьянской партии (в том числе секретарем повятового комитета ОКП в Калише в 1972—1975 годах, секретарем воеводского комитета ОКП в Калише в 1975—1984 годах, заместителем председателя воеводского комитета в 1984—1989 годах) и Общества польско-советской дружбы (с 1975 года заместитель председателя воеводского управления в Калише). С 1975 года также был заместителем председателя воеводского совета Лиги обороны страны в Калише.
В 1985—1987 годах был вице-воеводой, затем в 1987—1990 годах воеводой в Калишском воеводстве.

## Награды
Награжден, среди прочего, Кавалерским крестом ордена Возрождения Польши, Золотым и Серебряным Крестом Заслуги, Медалью 30-летия Народной Польши, Медалью 40-летия Народной Польши, Серебряной и Бронзовой медалью «За заслуги при защите страны» и Почетными знаками Познанского и Калишского воеводств.